# Thespesius
Thespesius là một chi khủng long nomen dubium thuộc thành hệ Lance của South Dakota.==Tham khảo==